# شچیخوو (استان ماسوویان)
شچیخوو (به لهستانی:  Sieciechów) یک روستا در لهستان است که در گمینا شچیخوو واقع شده‌است. شچیخوو ۴۳۰ نفر جمعیت دارد.